# Заринівка
48°28′34″ пн. ш. 40°1′14″ сх. д. / 48.47611° пн. ш. 40.02056° сх. д.
Зари́нівка — пункт пропуску через державний кордон України на кордоні з Росією.
Розташований у Луганській області, Міловський район, у селі Зоринівка на автошляху Т 1307. З російського боку розташований пункт пропуску «Тарасово-Мєловське», Чортківський район, Ростовська область.
Вид пункту пропуску — автомобільний, пішохідний. Статус пункту пропуску — місцевий, з 6.00 до 18.00.
Характер перевезень — пасажирський.
Судячи з відсутності даних про пункт пропуску «Заринівка» на сайті МОЗ, очевидно він може здійснювати лише радіологічний, митний та прикордонний контроль.
Пункт пропуску «Заринівка» входить до складу митного посту «Старобільськ» Луганської митниці.